# Równe (obwód lwowski)
Równe (ukr. Рівне, Riwne; hist. Königsau) – wieś na Ukrainie w rejonie drohobyckim należącym do obwodu lwowskiego.
Miejscowość Königsau została założona w dobrach kameralnych drohobyckich, na ziemiach zlikwidowanego wcześniej monasteru bazylianów w Letni, w procesie kolonizacji józefińskiej przez osadników niemieckich (zobacz: Niemcy galicyjscy) wyznania rzymskokatolickiego w 1783. Kolonię lokowano w nietypowym układzie na planie równobocznego pięciokąta, niemającym swojego odpowiednika w całej Galicji. Już w okresie lokacyjnym planowano tu budowę kościoła katolickiego, do czego jednak wówczas nie doszło. W okresie międzywojennym miejscowość należała do Polski. 3 grudnia 1938 roku zmieniono nazwę Königsau na Równe. W styczniu 1940 roku miejscowa ludność niemiecka została stąd wysiedlona w ramach akcji Heim ins Reich. Ich miejsce zajęła ludność ukraińska.